# Araneus isabella
Araneus isabella là một loài nhện trong họ Araneidae.
Loài này thuộc chi Araneus. Araneus isabella được miêu tả năm 1863 bởi Vinson.